# 대한 카이로프랙틱 협회
대한 카이로프랙틱 협회(Korean Chiropractic Association)는 카이로프랙틱을 널리 알려서 국민들의 건강을 개선하고 제도화를 해 나갈 목적으로 구성된 단체이다.

## 연혁
- 1993년에 대한카이로프랙틱협회를 설립하고, 같은해 세계 카이로프랙틱 연맹(World Federation of Chiropractic)에 회원으로 가입하였다.
- 1995년에 대표단을 연맹 총회에 파견을 하였다. 세계 카이로프랙틱 연맹은 캐나다 온타리오에 본부를 두고 세계보건기구와 공식적인 관계를 맺고 있다.[1]

## 심포지엄
- 2005년 11월 8일 국회 헌정 기념관에서 "세계 카이로프랙틱 제도 현황과 한국의 미래에 관한 심포지엄"을 개최하였다. 세계카이로프랙틱 현황과 호주의 카이로프랙틱 현황에 대한 발표가 있었다. 세계보건기구의 카이로프랙틱 기본교육과 안전에 관한 지침서에 대한 발표가 있었다.
- 2006년 11월 24일 국회 헌정기념관에서 "국내 카이로프랙틱 교육 제도화 방안에 관한 심포지엄"을 열었다. 이때 캐나다 온타리오 주립 대학의 맹가교수가 맹가보고서의 주요 내용을 설명하였다.
- 2007년 10월 16일 국회 도서관 지하 대강당에서 "세계 카이로프랙틱 연맹 사무총장 초청 강연회"를 개최하였다. 이때 선진국에서 세계 척추의 날을 맞아서 'straight up' 운동에 대해서 소개를 하였다. 미국의 카이로프랙틱 교육 현황에 대한 발표가 있었다.

## 관련 법 개정 노력
- 2006년 10월 2일 김춘진 의원외 21인에 의해서 "의료법 일부 개정안" 법안이 발의(의안번호5109)되었다. 이 법안은 17대 국회가 끝나면서 자동 폐기 되었다.
- 2010년 2월 11일 김춘진 의원외 9인이 카이로프랙틱사에 관한 법안을 발의하였다.

## 출판(번역)
- 세계보건기구의 카이로프랙틱 기본교육과 안전에 관한 지침서
- 맹가보고서-캐나다 온타리오 정부의 카이로프랙틱 보고서
- 카이로프랙틱의학 - 미국보건복지부 산하(AHCPR)의 보고서[2]
- 카이로프랙틱 의료 정책안

## 연구보고서
- 유사의료현황 실태에 관한 보고서(2008) 보건산업진흥원 -카이로프랙틱을 포함하여 연구
- 유사의료 제도화에 관한 연구(2009) 보건산업 진흥원 - 카이로프랙틱을 포함하여 연구

## 분과 학회
대한 카이로프랙틱닥터 협회에 임상영양학회, 스포츠의학회가 구성되어 있다.

## 보수교육
모든 회원은 2년에 16시간 이상의 보수교육을 이수하도록 규정되어 있다.

## 같이 보기
- 카이로프랙틱